# Гимбвајлер
Гимбвајлер (њем. Gimbweiler) општина је у њемачкој савезној држави Рајна-Палатинат. Једно је од 96 општинских средишта округа Биркенфелд. Према процјени из 2010. у општини је живјело 435 становника. Посједује регионалну шифру (AGS) 7134029.

## Географски и демографски подаци
Гимбвајлер се налази у савезној држави Рајна-Палатинат у округу Биркенфелд. Општина се налази на надморској висини од 480 метара. Површина општине износи 5,5 km². У самом мјесту је, према процјени из 2010. године, живјело 435 становника. Просјечна густина становништва износи 79 становника/km².